# كي-كود (رمز المفتاح)

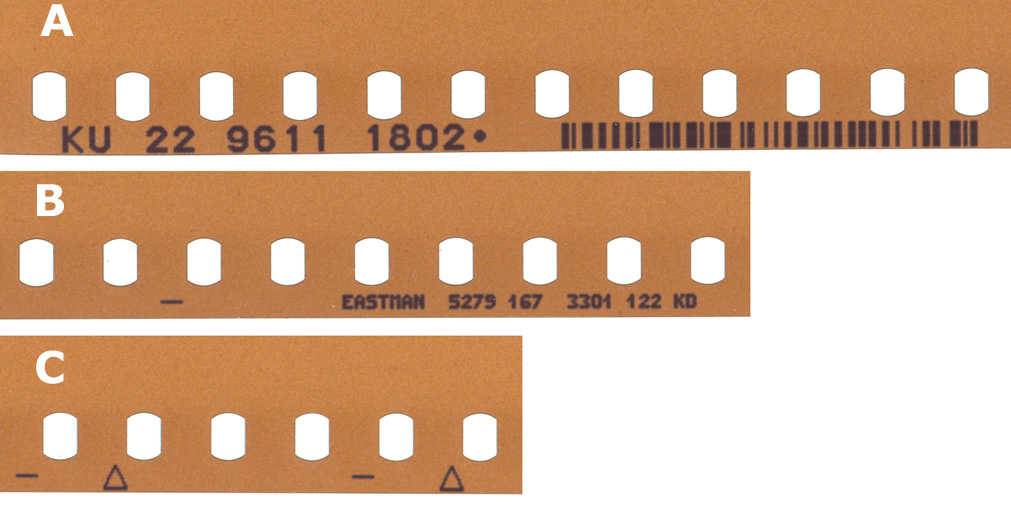
صورة باستخدام الماسح الضوئي لكي-كود

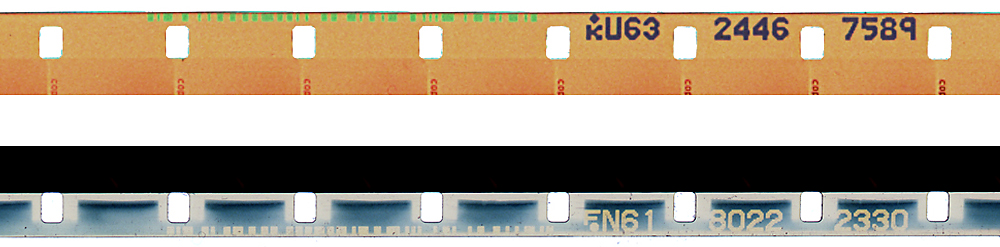
تظهر في هذه الصور صورة Eastman Kodak بطول 16مم في الجزء العلوي، بينما تظهر صورة Fujifil MR-code في الجزء السفلي

كي-كود (رمز المفتاح) (ويمكن كتابته بالإنجليزية إماKeyKode  أو KeyCode) هو إحدى تطويرات أرقام الحافة الذي تم إنشاؤه من قبل شركة Eastmen Kodak، وأرقام الحافة عبارة عن حروف وأرقام ورموز موضوعة في مسافات منظمة على طول الحافة بطول 35 مم و 16 مم لإتاحة التعريف الدقيق للإطارات واحدًا تلو الآخر. وهو أيضًا التغير في الرمز الزمني المستعمل في الإجراءات التي تتبع الإنتاج، وهذا التغير مصمم خصيصًا للتعرف على الإطارات الفيلمية في الفيلم الخام. وتم تقديم هذا التطوير في عام 1990.

## أرقام الحافة
وتسمى هذه الأرقام أيضًا بالأرقام المفتاحية أو القَدَمية، والتي تكون سلسلة من الأرقام بحروف مطبوعة على امتداد الحد السالب بطول 35 مم على مسافة قدم واحدة (ما يعادل 16 إطارًا أو 64 ثقبًا) وعلى سالب 16 مم على مسافة 6 بوصة (ما يعادل 20 إطارًا). ويتم ترتيب ووضع هذه الأرقام على السالب عند تصنيعها بإحدى هاتين الطريقتين:
- يتم الكشف عن حافة الفيلم عن طريق الصورة المعتمة بينما تمر عبر آلة التثقيب، ويتم استخدام هذه الطريقة أصلاً مع الأفلام الملونة السالبة.

- بينما يتم استعمال الحبر المرئي في بعض الأحيان للختم على حافة الفيلم في أثناء التصنيع أيضًا وتحديدًا في مرحلة التثقيب، وهذا الحبر لا يتأثر بالمواد الكيميائية الفوتوغرافية، حيث تتم طباعته على السطح الأساسي للفيلم عادةً، وتكون الأرقام واضحة للعيان في المواد الخامة غير المكشوفة والفيلم المصنع المكشوف والمطوّر، وهذه الطريقة تستعمل في المقام الأول مع الأفلام السالبية أحادية اللون.

و تستخدم أرقام الحافة لتحقيق عددٍ من المتطلبات، حيث يتم ترقيم كل إطار أساسي بمعرف متعدد الأرقام، وعلاوة على ذلك، يتم ختم تاريخ التصنيع يليه نوع المادة المستحلبة و رقم الدفعة، ويتم نقل هذه المعلومات من السالب (التي تصبح مرئية بمجرد تطويرها) إلى المطبوعات الإيجابية، وقد يتم تعديل النسخة المطبوعة و تحريرها بينما تبقى الصورة السالبة كما هي دون المساس بها مطلقًا، وحالما يكتمل تحرير الفيلم، تتقابل أرقام الحافة في الفيلم المستقطع النهائي مع الإطارات التي تتطابق معها على الصورة السالبة الأصلية حتى يتاح إجراء تعديل متطابق مع الصورة السالبة الأصلية حتى تتوافق مع نسخة العمل.
ويمكن للمختبرات ختم أرقام الحافة الخاصة بهم على الفيلم السالب المحمّض أو طباعتها لتعريف الفيلم بطريقتهم الخاصة، ويتم عمل ذلك عادة باستخدام الحبر الأصفر. ومن الإجراءات الشائعة ضمن نطاق العمل لتحرير الفيلم هي ترقيم حواف الفيلم المطبوع في الوقت ذاته مع مقطعه الصوتي المتزامن على فيلم مغناطيسي بطول 35 مم، بحيث يكون لكل قدم في الفيلم بالإضافة لمقطعه الصوتي المتزامن أرقام حافة متطابقة. وقد بدأت شركة Eastman Kodak باستعمال ترقيم حافة الصورة المعتمة على أفلامهم الخام المحمّضة بطول 35 مم في عام 1919.

## كي-كود (رمز المفتاح)
ومع ازدياد شعبية السينما المتلفزة قامت شركة إيستمان كوداك بابتكار أرقام حافة قابلة للقراءة آليًا، ويمكن تسجيلها وقراءتها عن طريق الحاسوب المستخدم في التعديل وإنتاج لوحة التقطيع بشكلٍ تلقائيٍ من تعديل الفيديو للفيلم.
وقد استخدمت Kodak الرمز الشريطي USS-128 بالإضافة لأرقام الحاقة القابلة للقراءة من قبل الإنسان لفعل ذلك، ولقد قاموا أيضًا بتحسين جودة وقابلية القراءة للمعلومات التي يمكن للإنسان قراءتها لتسهيل عملية تعريفها، حيث أن رمز المفتاح (كي-كود) يتألّف من 12 رمزًا في الصيغة القابلة للقراءة من قبل الإنسان مُلحَقة بالمعلومات ذاتها في صيغة الرمز الشريطي، و رمز المفتاح (كي-كود) هو شكل من أشكال معرّف البيانات الوصفية للفيلم السالب.

### فك شفرة المفتاح (كي-كود)
مثال على رمز المفتاح:
KU 22 9611 1802+02.3
- يمثل أول حرفين في رمز المفتاح (كي-كود) رمز الشركة المصنعة، (حيث أن كل من الحرف E و الحرف K يمثلان Kodak، بينما F تعني Fuji.إلخ)، ومعرّف الفيلم الخام على التوالي (في هذه الحالة، يكون حرف الـU التابع لـ Kodak يعني المادة المستحلبة 5279، وتملك كل شركة مصنّعة طرقة تسمية أفلام خام مختلفة لرموز مستحلباتهم.
- أما الأرقام الستة في رمز المفتاح (كي-كود) (والتي في الغالب يتم فصلها لتكون 2 + 4 رقميًا) فهي رقم تعريف شريط الفيلم، وفي أفلام Kodak الخام، تبقى هذه الأرقام ثابتة للشريط كاملاً، بينما سيزداد هذا العدد في أفلام Fuji الخام حالما يتجاوز عدد الإطارات الـ"9999"
- تقوم الحواسيب الآلية بقراءة إزاحة الإطار الاختيارية (والتي يتم رصدها بعد كل أربعة ثقوب على الفيلم الفعلي بشرطة واحدة "_") عن طريق إضافة الأرقام إلى رمز المفتاح (كي-كود) بعد علامة الزائد، وفي هذه الحالة، تكون الإزاحة لإطارين (فيما تعلق بأسفل الفيلم) محددة، وعدد الإطارات ضمن أسفل الفيلم يعتمد على عرض الفيلم وسحب الإطار نفسه، ومن الممكن أيضًا أن يكون غير متساويًا ضمن الشريط نفسه، ولكنه يتكرر بشكلٍ دوري (كما في الفيلم بطول 35مم، 3perf)
- الرقم الأخير المفصول بالنقاط (الاختياري) هو ثقب الإزاحة والذي إذا سُبِق بإزاحة إطار كما في المثال أعلاه فإنه يكون انحيازًا ضمن الإطار الذي تم تحديده للتو؛ وما دون ذلك يعتبر إزاحة ضمن أسفل الفيلم كاملاً كما تفسرها معظم برامج الحقن التبعية.[2]

EASTMAN 5279 167 3301 122 KD
- هذه الأرقام ثابتة لحزمة الفيلم كاملة ولا يمكن تغييرها في عدة شرائط، كما أن شركة Eastman هي الشركة المصنعة للفيلم، و5279 هو معرّف نوع الفيلم الخام، أما الثلاثة أرقام التالية (167) فهي رقم حزمة المستحلب، بينما سلسلة الأربع أرقام التالية (3301) تمثل رمز اللفة والجزء، متبوعة برقم تعريف الطابعة التي صنعت رمز المفتاح (كي-كود) (122)، وأخيرًا يمثل الحرفانِ (KD) تعيين التاريخ، وفي هذه الحالة تكون KD = 1997

## وصلات خارجية
- الصفحة الرئيسية لرمز المفتاح (كي-كود) الخاص بشركة Kodak